# Carminativo
Carminativo é um medicamento usado na redução dos gases intestinais ou combater a flatulência.